# Simon Oslender
Simon Oslender (* 26. März 1998 in Aachen) ist ein deutscher Hammondorgel-Spieler, Keyboarder und Pianist der Popularmusik (Jazz, Funk, Blues, Gospel, Pop).

## Leben und Wirken
Oslender wuchs in einem musikalischen Elternhaus auf: Seine Mutter ist Sängerin in einem Laienchor, sein Vater gab ihm anfangs Schlagzeugunterricht, aber er wechselte mit fünf Jahren zur B3-Hammondorgel und nahm Unterricht bei Stefan Michalke. Neben seiner Schulzeit am Bischöflichen Pius-Gymnasium Aachen spielt er seit 2010 im Duo Twogether (heute „Oslender&Cardynaals“) mit dem Schlagzeuger Jérôme Cardynaals und gewann mit ihm im selben Jahr den Nachwuchswettbewerb Prinses Christina Concours in Amsterdam und den Heerlen Jazz Award. Im Jahr 2014 wurde er mit dem JazzRockTV ›Miles Award‹ ausgezeichnet. Darüber hinaus gewann er 2012 den WMC Music Award und wurde 2013 für die Hammond Hall of Fame sowie 2014 für den Bremer Jazzpreis nominiert.
Zu seinen Vorbildern zählt Oslender unter anderem Dr. Lonnie Smith, Herbie Hancock, Larry Goldings, Joey DeFrancesco, George Duke und Frank Chastenier, der auch sein Lehrer und Mentor wurde. Oslender trat unter anderem mit Dr. Lonnie Smith, Nils Landgren, Randy Brecker, Candy Dulfer und Philip Lassiter auf sowie mit dem Metropole Orkest und der WDR Big Band Köln. 2013 begleitete er Max Mutzke und Butterscotch und trat 2016 bei der Hammond Night mit Barbara Dennerlein in Ascona auf. Ferner konzertierte Oslender 2018 mit Wolfgang Haffner bei der Jazz Baltica, beim Jazzfestival des Jazzclubs Karlsruhe, bei den Leverkusener Jazztagen, übertragen in der Sendung Rockpalast, und spielte mit Bill Evans in Australien. Auf Einladung des Goethe-Instituts absolvierte er eine Südostasien-Tournee und trat zudem in Japan auf. Darüber hinaus bestritt er einen Auftritt auf der 50. Internationale Jazzwoche Burghausen 2019.
Seit Mitte 2018 ist Oslender festes Mitglied in der Wolfgang Haffner Band sowie in Bill Evans’ neuer Besetzung Bill Evans & The Spy Killers mit Wolfgang Haffner und Gary Grainger am Bass. Mit Haffner ist er auch auf dessen Album Kind of Tango (ACT 2020) zu hören.
Mit Twogether veröffentlichte Oslender bisher zwei Alben, 2014 das Album 50/50 (mit Bruno Müller an der Gitarre) und 2011 Big Brothers (LN Records). Des Weiteren ist er unter anderem auf Alben der Funkband Pimpy Panda, in der er Gründungsmitglied ist, und von Marc Marshall (für den er auch arrangierte), von Ryanne de Bie, von Jo Didderen & l'Équipe de Rêve und von Marc Huynen zu hören. Anfang 2020 folgte sein Debütalbum unter eigenem Namen, About Time mit vorwiegend eigenen Kompositionen und eigener Band beim Label Leopard Records, das er auf Tournee vorstellte. Sein zweites Album mit dem Titel Peace of Mind (im Trio mit Wolfgang Haffner und Will Lee) stellte der NDR im April 2022 als „Jazzalbum der Woche“ vor.
Im Mai 2025 erhielt er den WDR-Jazzpreis.
2025 veröffentlichte er mit dem Schlagzeuger Steve Gadd und dem Bassisten Will Lee das Album All That Matters. Unterstützt wurde er dabei auch vom Saxophonist Jakob Manz und dem Gitarristen Bruno Müller.